# 弗金斯鎮區 (密歇根州)
弗金斯鎮區（英語：Vergennes Township）是位於美國密歇根州肯特縣的一個行政鎮區。

## 地方資料
弗金斯鎮區的面積為91.66平方千米，當中陸地面積為89.33平方千米，而水域面積為2.33平方千米。根據2020年美國人口普查的數據，當地共有人口4741人，而人口密度為每平方千米51.72人。